# トルコ航空345便墜落事故
トルコ航空345便墜落事故（トルコこうくう345びんついらくじこ）は、1975年1月30日に発生した航空事故である。アドナン・メンデレス空港からアタテュルク国際空港へ向かっていたトルコ航空345便（フォッカー F28-1000 フェローシップ）が着陸復行中に墜落し、乗員乗客42人全員が死亡した。事故発生当時フォッカー F28による事故としては2番目、トルコで発生した事故としては3番目に死者数を出した事故であった。

## 事故機
事故機のフォッカー F28（TC-JAP）は製造番号11058として製造され、1972年9月27日に初飛行し、同年にトルコ航空に納入された。離着陸回数は5,062回、総飛行時間は3,713時間であった。

## 事故の経緯
345便は18時00分（UTC）頃にアドナン・メンデレス空港を離陸し、アタテュルク国際空港へと向かう約40分のフライトを行っていた。18時39分、345便はアタテュルク国際空港の滑走路にタッチダウンしたが、その瞬間に空港が停電に見舞われ着陸復行せざるを得なくなった。停電から22秒後、非常用発電機が作動して空港照明が再び点灯した。パイロットは高度240mでVFRによる飛行を維持することを選択した。18時43分、パイロットはアプローチをするための位置決めをしながら管制官に着陸の許可を求めた。しかし、他の航空機が離陸しようとしていたため管制官は345便に風下に向かって飛行するよう指示した。18時53分、管制官が345便との交信を試みたが応答はなかった。

## 機体の発見
345便はアタテュルク国際空港から西に30km離れたマルマラ海に墜落したことが確認されたが、残骸が発見されたのは事故から7年後のことであった。
遺族は海底から残骸と遺体を引き上げることを継続的に要求していたが、応じられなかった。
2009年3月17日、アヴチュラール-フローリア海岸沖を操業していたエビ漁船によって345便の機体後部3m×3mの200kg分と窓枠5つが回収された。これらはトルコ在住のアメリカ人航空歴史家であるスチュアート・クラインが検査した後トルコ航空に引き渡された。